# Liste der Mitglieder der Französischen Widerstandsorganisation Ceux de la Libération
In dieser Aufstellung werden die Mitglieder der Französischen Widerstandsorganisation Ceux de la Libération und die Umstände ihres Todes genannt.

## Aufstellung
Die folgende Tabelle erhebt nicht den Anspruch auf Vollständigkeit. 
| Name                         | Geboren                                 | Gestorben                         | Sterbeursache, Bemerkung |
| ---------------------------- | --------------------------------------- | --------------------------------- | --- |
| Pierre Audemard              | 3. Aug. 1903 in Roinville-sous-Dourdan  | 10. Mai 1945 in Mauthausen        | starb im KZ Mauthausen |
| Jacques Ballet               | 1908                                    | 2000                              | |
| Christophe Beaulieu          |                                         |                                   | |
| Pierre Beuchon               | 16. Apr. 1900 in Poitiers               | 5. Nov. 1992 in Neuilly-sur-Seine | |
| Jean Bessemoulin             | 18. März 1913                           |                                   | |
| Josephine Bouffort           |                                         |                                   | |
| Fernand Boivent              |                                         |                                   | |
| Gaétan Bonnard               | 14. März 1913 in La Cheppe              | 3. Sep. 1944 in La Cheppe         | Er wurde bei einer Kollision mit deutschen Soldaten bei La Cheppe tödlich verwundet.                                                                                                  |
| Joseph Brindea               |                                         | 30. März 1942 in Augsburg         | starb im Krankenhaus Augsburg an Tuberkulose in Folge der Haft. |
| Gabriel Brunet               | 15. März 1920 in La Chapelle-Taillefert | 7. Sep. 1943 in Maisonnisses      | Er wurde in Bois du Thouraud (Creuse) auf der Flucht erschossen. |
| Henri Caillat                | 28. Mai 1888                            | 15. Aug. 1944 in Courchamp        | Er wurde im Weiler Bãale hingerichtet (erschossen). |
| Georges Cavarnier            | 4. Juli 1920 in Paris                   | 7. Sep. 1943 in Maisonnisses      | Er wurde in Bois du Thouraud (Creuse) auf der Flucht erschossen. |
| Yves Chabrol                 |                                         |                                   | |
| Henry Chareyron              |                                         |                                   | |
| Paul Chassaing               | 15. Sep. 1898                           | 23. Nov. 1983 in Nevers (Nièvre)  | |
| Bernhard Chastre             | 1900                                    | 4. Aug. 1944 in Essoyes           | |
| Albert Chodet                | 1892                                    |                                   | |
| John Allan Colomb            | 1922                                    | 7. Sep. 1943 in Maisonnisses      | starb in Bois du Thouraud (Creuse) |
| Roger Coquoin-Lenormand      | 1897                                    | 1943 in Paris                     | |
| Paolo Darold                 | 1922                                    | 22. Nov. 1943 in Dijon            | Er wurde am 11. November 1943 vom Militärgericht in Dijon wegen „terroristischer Aktivitäten“ zum Tode verurteilt und auf dem Schießstand Montmuzard erschossen.                      |
| Edmond Debeaumarché          | 1906                                    | 1959                              | (PTT oder CDLL?) unklar |
| Victor Dejong                | 1904                                    | 1943 in Arras                     | starb in der Zitadelle von Arras |
| Raymond Deleule              | 1902                                    | 1961                              | |
| Henri Despret (oder Despres) | 1917                                    | 22. Nov. 1943 in Dijon            | Er wurde am 11. November 1943 vom Militärgericht in Dijon wegen "Scharfschützen- und Terrorakte" zum Tode verurteilt und auf dem Schießstand Montmuzard erschossen. (CDLL oder FTPF?) |
| Robert Diaquin               | 1922                                    | 22. Nov. 1943 in Dijon            | starb in Montmuzard |
| André Dubois                 | 1914                                    | 19. Apr. 1944 in Stuttgart        | wurde hingerichtet, Mitglied der CGT |
| Eugene Dumaine               | 1901                                    | 1943 in Weimar                    | starb im KZ Buchenwald |
| Victor Dupont                | 1909                                    | 1976                              | |
| Jean Ferrand                 | 1925                                    | 22. Nov. 1943 in Dijon            | starb in Montmuzard |
| Albert Forcinal              |                                         |                                   | |
| Gaston Fournier              | 1926                                    | 20. Aug. 1944 in Paris            | |
| Paul Fremond                 |                                         |                                   | |
| Jules Fremont                | 1891                                    | 21. Sep. 1943 München             | wurde am 23. Februar 1943 vom Augsburger Gericht zum Tode verurteilt und im Gefängnis Stadelheim guillotiniert.                                                                       |
| Jacques Froment              | 1920                                    | 1944                              | |
| Andree Gallais               | 1898                                    | 1997                              | |
| Huguette Gallais             | 1921                                    | 2016                              | |
| René Gallais                 | 1892                                    | 21. Sep. 1943 in München          | wurde am 23. Februar 1943 vom Augsburger Gericht zum Tode verurteilt und im Gefängnis Stadelheim guillotiniert.                                                                       |
| Benjamin Garnier             |                                         |                                   | |
| Raymond Gaspard              | 1910                                    | 19. Apr. 1944 in Stuttgart        | wurde hingerichtet (geköpft), Mitglied der CGT |
| Pierre Gillet                | 1904                                    | 1985                              | Abt |
| Émile Ginas                  | 1892                                    | 1975                              | |
| Erhard Govin                 | 1910                                    | 23. Aug. 1944 in Reims            | |
| Aymé Guerrin                 | 1890                                    | 1979                              | |
| Émile Guille                 | 1897                                    | 1958                              | |
| Roger Guillot                | 1924                                    | 22. Nov. 1943 in Dijon            | starb in Montmuzard |
| Joseph Hémonet               | 1901                                    | 22. Aug. 1944 in Chartres         | |
| Edmond Herbert               |                                         |                                   | |
| Jean Hipeau                  | 1907                                    | 1. Dez. 1943 in Sens              | |
| Georges Huet                 |                                         |                                   | |
| Pierre Jeanpierre            | 1912                                    | 1958                              | |
| Teophile Jagu                |                                         |                                   | |
| Roger (Robert) Janvier       |                                         | 7. Sep. 1943 in Maisonnisses      | starb in Bois du Thouraud (Creuse) |
| Raymond Jovignot             | 1910                                    |                                   | |
| Pierre Konstante             |                                         |                                   | |
| Jules Laignel                | 1887                                    | 27. März 1944 in Arras            | starb in der Zitadelle von Arras |
| Maurice Langlois             | 1921                                    | 30. Aug. 1944 in Dontrien         | (CDLL-FFI) |
| Marcel Lebastard             |                                         |                                   | |
| François Lebosse             | 1901                                    | 21. Sep. 1943 in München          | wurde am 23. Februar 1943 vom Augsburger Gericht zum Tode verurteilt und im Gefängnis Stadelheim guillotiniert.                                                                       |
| René Leduc                   | 1901                                    | 1983                              | |
| Georges Leduc                |                                         |                                   | |
| Jean Le Ravallec             |                                         |                                   | |
| Francis Loizance             |                                         |                                   | |
| Raymond Loizance             | 1919                                    | 21. Sep. 1943 in München          | wurde am 23. Februar 1943 vom Augsburger Gericht zum Tode verurteilt und im Gefängnis Stadelheim guillotiniert.                                                                       |
| Émile Louvel                 |                                         |                                   | |
| Joseph Louvel                |                                         |                                   | |
| Jean Pierre Maitre-Allain    | 1922                                    | 7. Sep. 1943 in Maisonnisses      | wurde erschossen. in Bois du Thouraud |
| Romain Mancel                |                                         |                                   | |
| Henri Manhès                 | 1889                                    | 1959                              | |
| Alfred Marinais              |                                         |                                   | |
| Maurice Martel               |                                         |                                   | |
| Henri Martin                 | 1925                                    |                                   | |
| Gilbert Médéric-Védy         | 1902                                    | 1944 in Paris                     | beging Suizid |
| Pierre Meunier               | 1923                                    |                                   | (Verwechslungsgefahr!) |
| Jules Monnerot               | 1909                                    | 1995                              | |
| Marcel Morel                 |                                         |                                   | |
| Paul Morel                   | 1919                                    | 2021                              | |
| André Mutter                 | 11. Nov. 1901 in Troyes                 | 24. Dez. 1973 in Annemasse        | |
| Eugène Naizot                | 1896                                    | 11. Apr. 1945 in Hradistko        | wurde im KZ Hradistko erschossen. |
| Jacques Nouhaud              |                                         | 7. Sep. 1943 in Maisonnisses      | starb in Bois du Thouraud |
| Auguste Noel                 |                                         |                                   | |
| Maurice Norè                 | 1902                                    | 1976                              | |
| Paul Pagnier                 | 1925                                    | 2004                              | |
| Georges Papillon             | 1911                                    | 17. Aug. 1944 in Arbonne          | |
| Henri Pascal                 | 1920                                    | 1989                              | Lebensdaten nicht gesichert |
| Antoine Perez                | 1911                                    | 21. Sep. 1943 in München          | wurde am 23. Februar 1943 vom Augsburger Gericht zum Tode verurteilt und im Gefängnis Stadelheim guillotiniert.                                                                       |
| Marcel Pitois                | 1912                                    | 21. Sep. 1943 in München          | wurde am 23. Februar 1943 vom Augsburger Gericht zum Tode verurteilt und im Gefängnis Stadelheim guillotiniert.                                                                       |
| Louise Pitois                |                                         | Mai 1945 in Bergen                | starb im KZ Bergen-Belsen in Folge der Haft an Typhus |
| André Pochan                 | 1891                                    | 1979                              | |
| Roger Protheau               | 1921                                    | 22. Nov. 1943 in Dijon            | starb in Montmuzard |
| Louis Richer                 | 1923                                    | 21. Sep. 1943 in München          | wurde am 23. Februar 1943 vom Augsburger Gericht zum Tode verurteilt und im Gefängnis Stadelheim guillotiniert.                                                                       |
| Jean Ridet                   | 1911                                    | 19. Apr. 1944 in Stuttgart        | wurde hingerichtet (geköpft), Mitglied der CGT |
| Maurice Ripoche              | 1895                                    | 1944 in Köln                      | wurde im Gefängnis Klingelpütz hingerichtet |
| Edmond Roblot                | 1892                                    | 22. Nov. 1943 in Dijon            | Er wurde am 11. November 1943 vom Militärgericht in Dijon zum Tode verurteilt und auf dem Schießplatz von Montmuzard erschossen.                                                      |
| Jules Rochelle               | 1898                                    | 21. Sep. 1943 in München          | wurde am 23. Februar 1943 vom Augsburger Gericht zum Tode verurteilt und im Gefängnis Stadelheim guillotiniert.                                                                       |
| Alfred Rondeau               | 1891                                    | 28. Okt. 1943 in Venoy            | |
| Georges Maurice Savourey     | 1900                                    |                                   | (GR 16P 538189) |
| Paul Schimpf                 |                                         | 17. Mai 1945                      | Leiter des Aktionsdienstes im Dienstgrad Oberst, "am 28. April 1943 festgenommen nach Buchenwald deportiert, gestorben bei seiner Rückkehr" an den Haftfolgen.                        |
| Pierre Servagnat             | 1911                                    | 1995                              | |
| Jean-Pierre Tamigi           | 1920                                    | 19. Apr. 1944 in Stuttgart        | wurde hingerichtet, Mitglied der CGT |
| Maurice Vannier              | 1901                                    | 1945 in Weimar                    | starb im KZ Buchenwald |
| Gaston Varignon              | 1890                                    | 1971                              | Er war Priester und Kaplan der Katholischen Aktion und Abt. |
| Bernhard Verbeke             | 1921                                    | 7. Sep. 1943 Maisonnisses         | starb in Bois du Thouraud |
| Georges Wauters              | 1904                                    | 1990                              | |
| Francois Wetterwald          | 1911                                    | 1993                              | |
| Georges Zominy               | 1922                                    | 22. Nov. 1943 in Dijon            | starb in Montmuzard |